# Waynehead
Waynehead fue una serie de televisión animada canadiense-estadounidense creada por el actor y comediante Damon Wayans, emitida desde 1996 hasta 1997 en Kids 'WB y en Youth Television (YTV) desde 1996 hasta 1998. Fue coproducida por Warner Bros. Animation y Nelvana.

## Reparto de voz
- Orlando Brown como Damey "Waynehead" Wayne
- Jamil Walker Smith como Mo 'Money, Jr.
- T'Keyah Crystal Keymáh como Roz
- Shawn Wayans como Toof
- Tico Wells como Marvin
- Marlon Wayans como Blue
- Frank Welker como trípode

## Personajes

### Principales
- Damey "Waynehead" Wayne: el líder del grupo. Es el líder más optimista e inventivo de todos los niños de su cuadra. En parte como un mecanismo de defensa y en parte para llamar la atención, el devastador sentido del humor de Damey lo lleva a todo tipo de situaciones inusuales, para bien o para mal. Tiene ingenio, una familia que lo apoya y un grupo de amigos eclécticos.

- Mo' Money, Jr.: el mejor amigo de Damey, el segundo al mando y el miembro más duro del grupo. El personaje lleva el nombre de la película de Mo 'Money en la que actuó Wayans. Es un joven de 10 años que paga un alquiler y es el extraordinario empresario local del bajo Manhattan. Él cree que prácticamente cualquier cosa se puede comprar, intercambiar o vender. Mo' toma principios capitalistas y los transforma en esquemas monetarios de mala reputación. Si alguien tiene un problema que él pueda solucionar, estará encantado de ayudarle, pero habrá un cargo monetario por sus servicios.

- Roz: el interés amoroso de Damey, la tercera al mando y la única mujer del grupo. Tiene mucha energía y un instinto de supervivencia insuperable.

- Toof: compañero de Mo' Money. Ama los dulces. Haría cualquier cosa por el azúcar y habla constantemente en rap con rimas, pero cuando tiene dificultades para rapear, no sabe cómo rimar. Siempre choca contra las paredes en lugar de salir por las puertas.

- Marvin: amigo-enemigo de Damey, más amigo que enemigo. Está armado con una explicación absurda para casi todo.

- Blue: el hermano mayor de Marvin. Es el malvado villano; tiene un temperamento impredecible y una extraña habilidad para hacer y decir cosas que son insultantes.

- Trípode: un perro callejero de tres patas que se hace amigo de Damey. El trípode tiene solo tres patas y se supone que su condición fue el resultado de algún tipo de accidente. Tripod siempre parece estar en el lugar equivocado en el momento equivocado: las cosas se le caen encima, la gente se tropieza con él y casi todo parece ser culpa suya. A pesar de su suerte en la vida, Tripod siempre está ansioso y feliz de unirse a Damey y sus amigos en sus aventuras.

### Secundarios
- Aki: un niño nerdo que es amigo de la tripulación. Es un tímido recién llegado del vecindario de Nigeria que habla con acento británico y no está familiarizado con la cultura estadounidense, por lo que los otros niños lo califican como «no perteneciente».

- Kevin Wayne: el hermano mayor de Damey.

- Shavonne Wayne: la hermana menor de Damey.

- Señora. Wayne: la madre de Damey, Kevin y Shavonne.

- Señor. Wayne: el padre de Damey, Kevin y Shavonne.

- Datos: Q7976799